# Kooipolder (Groningen)
De Kooipolder is een voormalig waterschap in de provincie Groningen. Geertsema meldt dat de vroegere Coenderspolder in de Kooipolder is opgegaan.
Het schap lag ten zuidoosten van de stad Groningen, tegen de grens van de gemeente Haren aan. Het lag tussen de Hondsrug en het Winschoterdiep. De noorddgrens lag op de Antwerpenweg en zuidkant van het volkstuintjescomplex Tuinwijck, de westgrens op de Helperzoom en de zuidgrens op de Kooiweg (gemeentegrens) en het vrijwel rechte verlengde hiervan naar het Winschoterdiep. De molen sloeg direct uit op het Winschoterdiep en stond vrijwel aan de noordpunt van het waterschap.
Door de oprukkende bebouwing van de stad, had het schap in 1961 geen taken meer. Hierop werd het ontbonden. Waterstaatkundig gezien ligt het gebied sinds 2000 binnen dat van het waterschap Hunze en Aa's.